# Stenören (Kumlinge, Åland)
Stenören är en ö i Åland (Finland). Den ligger i Skärgårdshavet och i kommunen Kumlinge i landskapet Åland, i den sydvästra delen av landet. Ön ligger omkring 53 kilometer nordöst om Mariehamn och omkring 230 kilometer väster om Helsingfors.
Öns area är 5 hektar och dess största längd är 360 meter i öst-västlig riktning. Ön höjer sig omkring 10 meter över havsytan.